# 梅迪辛洛奇 (堪薩斯州)
梅迪辛洛奇（英語：Kiowa）是一個位於美國堪薩斯州巴伯縣的城市。同時該地也是巴伯縣的縣治。

## 地方資料
梅迪辛洛奇的座標為37°17′04″N 98°34′52″W / 37.28444°N 98.58111°W，而該地的海拔高度為457米（即1499英尺）。根據2020年美國人口普查，該地共人口1781人，而該地的面積約為3.10平方千米。